# Panurgus siculus
Panurgus siculus är en biart som beskrevs av Morawitz 1871. Panurgus siculus ingår i släktet fibblebin, och familjen grävbin. Inga underarter finns listade i Catalogue of Life.